# Pseudanthias pascalus
Pseudanthias pascalus es una especie de peces de la familia Serranidae en el orden de los Perciformes.

## Morfología
• Los machos pueden llegar alcanzar los 20 cm de longitud total.

## Alimentación
Come copépodos y otros crustáceos  planctónicos,  larvas de crustáceos y huevos de peces.

## Hábitat
Es un pez  de mar de clima tropical y asociado a los  arrecifes de coral que vive entre 5-60 m de profundidad.

## Distribución geográfica
Se encuentra desde Bali (Indonesia) y las Islas Ryukyu hasta las  islas Tuamotu, el sur del Japón, Australia y Nueva Caledonia.